# Unione Antifascista Italo-Slava
L'Unione Antifascista Italo-Slava (in italiano abbreviato UAIS; in sloveno: Slovansko-italijanska antifašistična unija, abbreviato SIAU) fu un movimento politico del Territorio Libero di Trieste. Era la più importante organizzazione di massa del Partito Comunista del Territorio Libero di Trieste (PCTLT). L'UAIS contava circa 70.000 membri.
L'UAIS fu fondata nell'estate del 1945 dal Comitato Regionale di Liberazione Nazionale, come organizzazione ombrello di diversi gruppi che chiedevano l'autonomia di Trieste o la sua integrazione nella Jugoslavia. Al congresso di fondazione furono esposte bandiere triestine, italiane, statunitensi, jugoslave, sovietiche e fiumane, oltre ai ritratti di Clement Attlee, Iosif Stalin, Harry Truman, Giuseppe Garibaldi e Josip Broz Tito.
L'UAIS pubblicava i settimanali "Fronte unico" e "L'Istria nuova". Pubblicava anche il giornale "Progresso", rivolto alla città di Trieste.
L'UAIS usava una versione della bandiera italiana con una stella rossa (una pratica comune anche in Italia in questo periodo). Tuttavia, il governo militare alleato limitò l'uso di questa bandiera, stabilendo che solo le "bandiere nazionali riconosciute" potessero essere utilizzate nell'area sotto il loro controllo. In vista del Primo Maggio 1947, il governo militare alleato stabilì che l'UAIS potesse utilizzare solo la bandiera rossa, un atto che l'UAIS considerò un sabotaggio nei confronti della manifestazione da loro programmata (in cui prevedevano di utilizzare, accanto alla bandiera rossa, anche quella slovena, jugoslava e italiana (con e senza la stella rossa). Inoltre, il governo militare alleato limitò la manifestazione del Primo Maggio dell'UAIS alle aree operaie dominate dagli sloveni, mentre lasciò che i gruppi filo-italiani manifestassero nel centro della città.
L'UAIS partecipò alle elezioni amministrative del giugno 1949 (tenutesi nei sei comuni della Zona A anglo-americana), ottenendo il 33% dei voti totali a Duino-Aurisina, il 55% a San Dorligo della Valle, il 51% a Sgonico e il 97% a Monrupino. Nei restanti comuni, Trieste e Muggia, il Partito Comunista presentò liste proprie e ottenne rispettivamente il 21% e il 57% dei voti. Il risultato elettorale fu salutato dalla stampa sovietica come una vittoria del Partito Comunista.

## L'organizzazione giovanile
L'Unione gioventù antifascista del Territorio libero di Trieste era una delle organizzazioni costitutive dell'UAIS.